# Xiamen Air
Xiamen Air (chiń. 厦门航空; pinyin Xiàmén Hángkōng) – chińskie linie lotnicze z siedzibą w Xiamen, w prowincji Fujian. Obsługują połączenia krajowe, na terenie Azji oraz do Afryki, Ameryki Północnej, Australii i Europy. Zostały założone 25 lipca 1984.
Agencja ratingowa Skytrax przyznała liniom 3 gwiazdki.

## Flota
Według stanu na sierpień 2025 flota Xiamen Air składała się ze 174 samolotów o średnim wieku 9,7 lat:
| Samolot          | Samolot | Samolot   | Liczba miejsc | Liczba miejsc | Liczba miejsc | Liczba miejsc | Uwagi                      |
| Model            | Aktywne | Zamówione | F             | B             | E             | Łącznie       | Uwagi                      |
| ---------------- | ------- | --------- | ------------- | ------------- | ------------- | ------------- | -------------------------- |
| Airbus A320neo   | –       | 1         |               |               |               |               |                            |
| Airbus A321neo   | 17      | 18        | –             | 8             | 200           | 208           | Dostawa w latach 2023-2027 |
| Boeing 737-700   | 5       | –         | –             | 8             | 120           | 128           |                            |
| Boeing 737-800   | 115     | –         | –             | 8             | 156           | 164           |                            |
| Boeing 737-800   | 115     | –         | –             | 8             | 162           | 170           |                            |
| Boeing 737-800   | 115     | –         | –             | –             | 184           | 184           |                            |
| Boeing 737 MAX 8 | 25      | 3         | –             | 8             | 166           | 174           |                            |
| Boeing 737 MAX 8 | 25      | 3         | –             | –             | 184           | 184           |                            |
| Boeing 787-8     | 6       | –         | 4             | 18            | 215           | 237           |                            |
| Boeing 787-9     | 6       | –         | –             | 30            | 257           | 287           |                            |
| Łącznie          | 174     | 22        |               |               |               |               |                            |

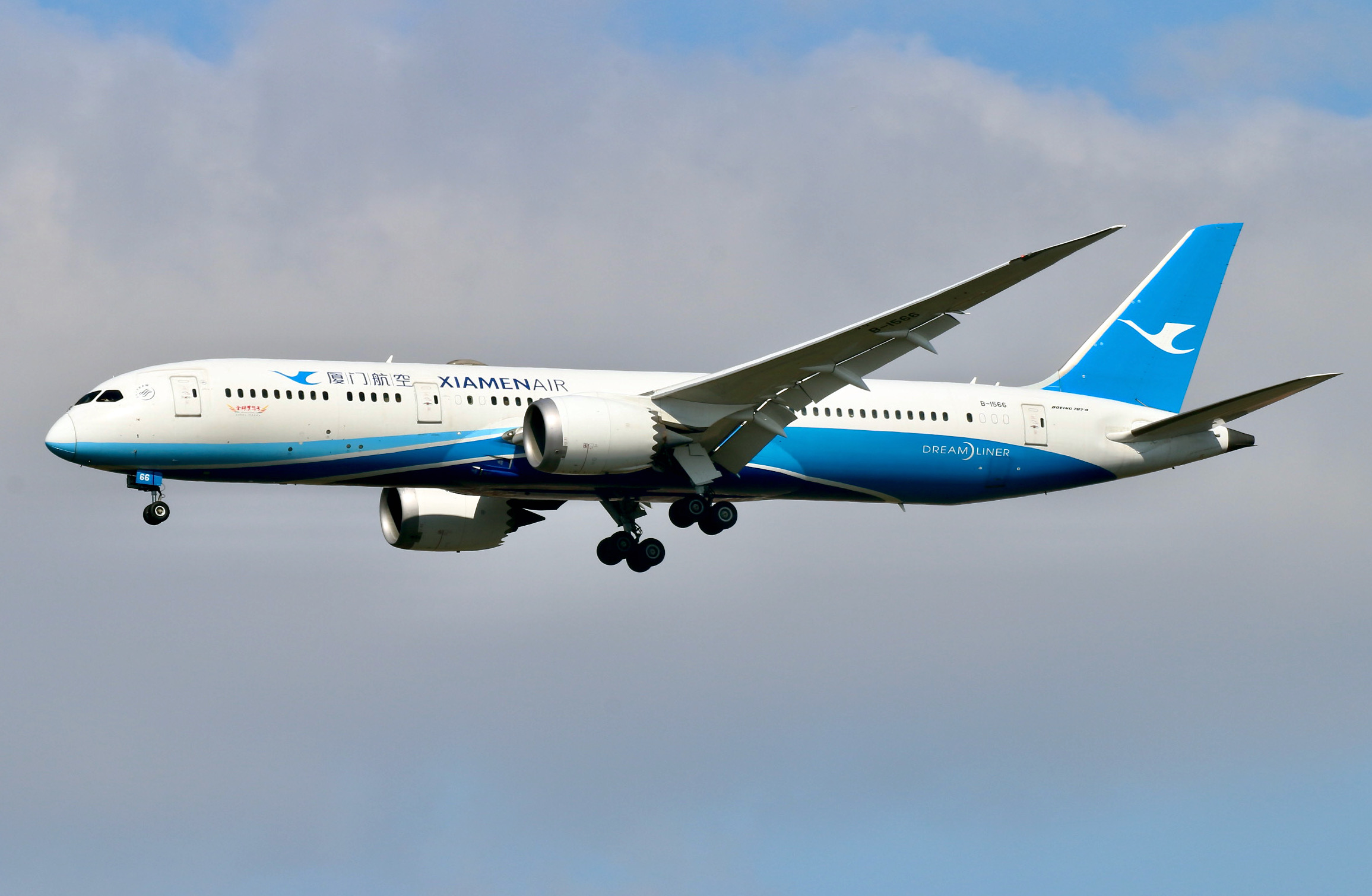
Boeing 787-9 Xiamen Airlines lądujący na Londyn-Heathrow
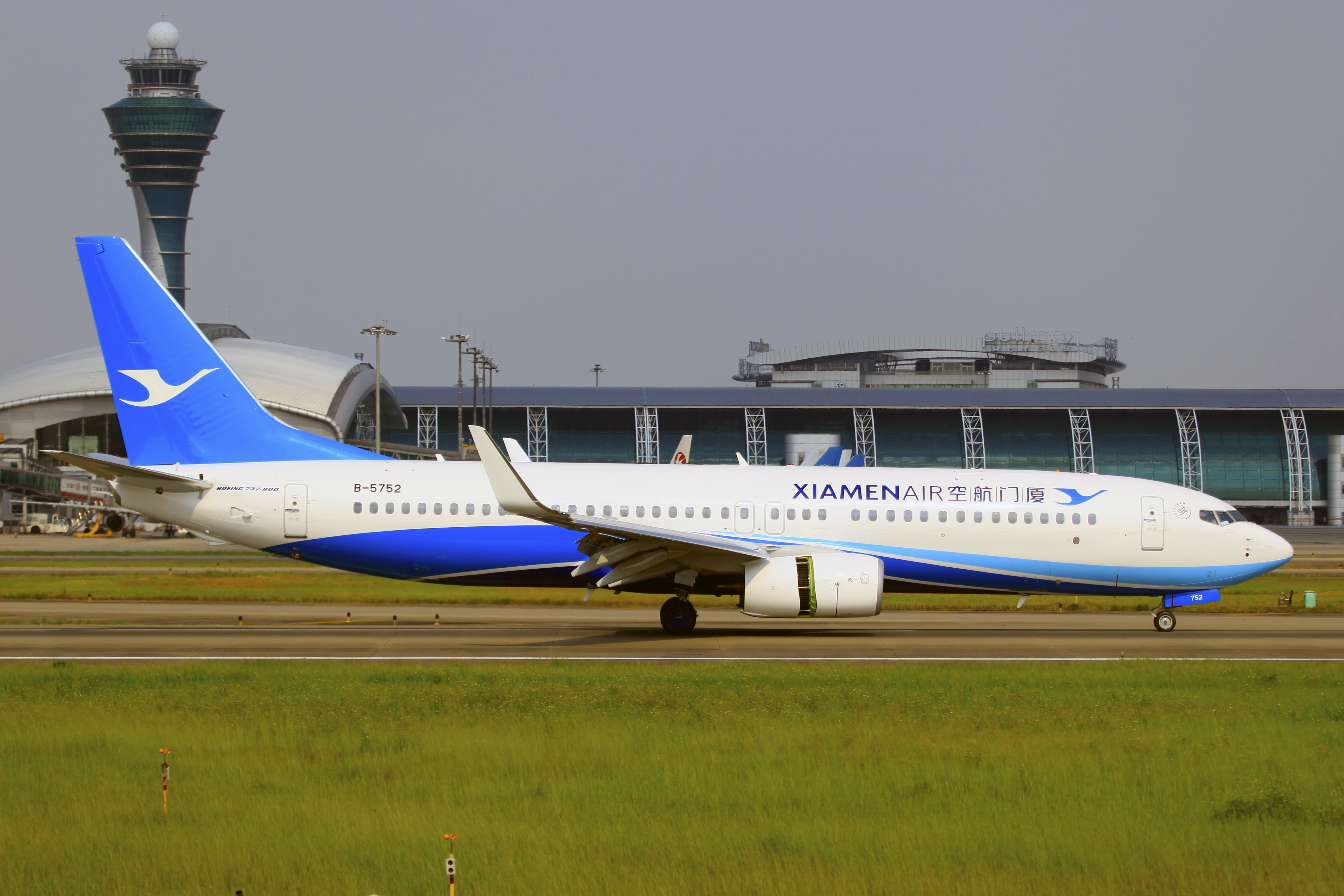
Boeing 737-800 należący do linii na lotnisku w Guangzhou
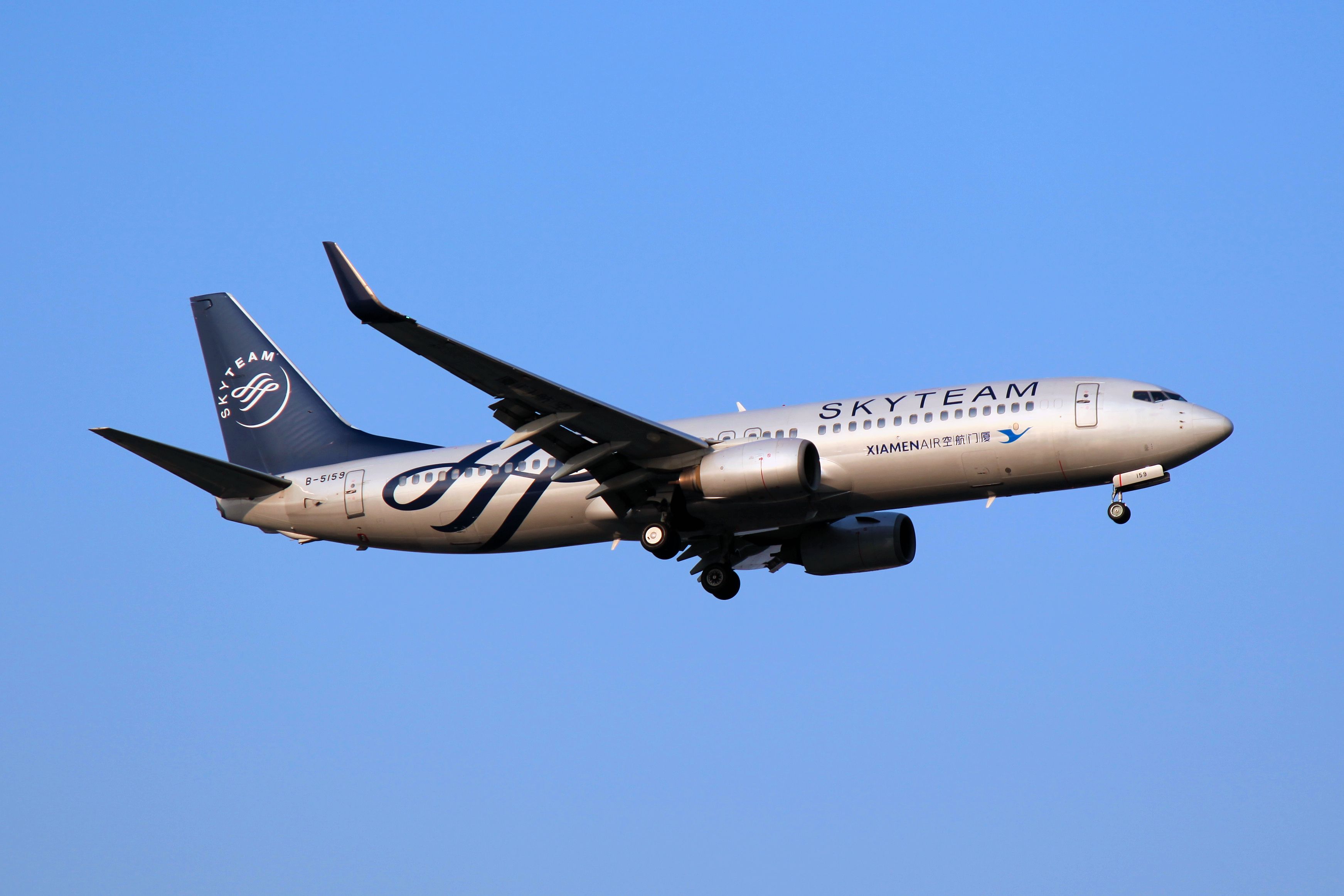
Boeing 737-800 należący do linii w specjalnym malowaniu sojuszu SkyTeam